# Aylín Mújica
Aylín Mújica (ur. 24 listopada 1974, Hawana) – meksykańska aktorka, pochodząca z Kuby.

## Życie prywatne
Trzykrotnie zamężna. Z pierwszym mężem, Osamu, ma syna Mauro (ur. 1993). Jej drugim mężem był Alejandro Gavira, z ich związku, w 2000 roku, urodził się syn Alejandro. Od 24 września 2010 roku jest żoną Gabriela Valenzueli, ma z nim córkę Violetę (ur. 6.04.2010 r.).

## Wybrana filmografia
- 1994: El Jinete de acero - Gloria
- 1995: Los Cómplices del infierno
- 1995: Dziedziczka (Le Dueña)
- 1996: Canción de amor - Estrella
- 1998: Yacaranday - Yacaranday
- 1998: Señora - Isabel
- 1999: Háblame de amor - Lucia
- 2004-2005: La Heredera - Lorena  Beatriz Madero Grimaldi
- 2006: Marina - Laura/Verónica Saldivar
- 2006: Sin Senos no hay Paraiso - Lorena Magallanes
- 2009: Bananowa młodzież (Niños ricos, pobres padres) - Veronica Ríos Verónica Ríos De La Torre
- 2011: Aurora - Vanessa Miller
- 2012: Corazón Valiente - Fernanda del Castillo